# Aristida havardii
Aristida havardii är en gräsart som beskrevs av George Vasey. Aristida havardii ingår i släktet Aristida och familjen gräs. Inga underarter finns listade i Catalogue of Life.